# Torre de Coelheiros
Torre de Coelheiros é uma povoação portuguesa sede da Freguesia de Torre de Coelheiros do Município de Évora, freguesia com 226,24 km² de área e 539 habitantes (censo de 2021), tendo, por isso, uma densidade populacional de 2,4 hab./km².

## História
Antiga terra dos Cogominhos, a freguesia, também conhecida por Nossa Senhora do Rosário, foi instituída em 1535, a pedido de Nuno Fernandes Cogominho.

## Demografia
Perdeu grande parte da sua população pela emigração na década de 1960, sobretudo para a Suíça. Os últimos anos têm sido de crescimento para a localidade, beneficiando da proximidade com Évora, cidade onde trabalha a maioria da população torreense e do regresso de muitos dos emigrantes à terra natal.
A população registada nos censos foi:
| Distribuição da População por Grupos Etários | Distribuição da População por Grupos Etários | Distribuição da População por Grupos Etários | Distribuição da População por Grupos Etários | Distribuição da População por Grupos Etários |
| -------------------------------------------- | -------------------------------------------- | -------------------------------------------- | -------------------------------------------- | -------------------------------------------- |
| Ano                                          | 0-14 Anos                                    | 15-24 Anos                                   | 25-64 Anos                                   | > 65 Anos                                    |
| 2001                                         | 117                                          | 103                                          | 391                                          | 206                                          |
| 2011                                         | 88                                           | 72                                           | 343                                          | 212                                          |
| 2021                                         | 57                                           | 40                                           | 253                                          | 189                                          |

## Turismo
Tem como atrativos a paisagem natural, o Paço dos Cogominhos, a Igreja de Nossa Senhora do Rosário e o Pelourinho. Actualmente a freguesia de Torre de Coelheiros abrange também as extintas freguesias de São Bento de Pomares, São Jordão e São Marcos da Abóbada. Fora da aldeia encontra-se ainda abandonada a Igreja de São Bento de Pomares.

## Património edificado
- Anta da Herdade da Murteira
- Anta da Herdade da Tisnada
- Castelo de Torre de Coelheiros